# OPENちゃん

台湾セブン-イレブンの掛時計

OPENちゃん（オープンちゃん）は、セブン-イレブンが台湾で使っているマスコットキャラクターである。原語（中国語）ではOPEN小將（拼音: (open) xiǎojiāng （オープン）シアオチアン、当用漢字: OPEN小将、OPEN-chan）。

## 歴史
2005年、日本の広告会社電通のキャラクター開発ユニットキャラクタンクが企画デザインした。以後、台湾と日本で複数のイラストレーターが起用されており、パステル画タッチ・漫画タッチなど、デザインバリエーションがある。
2008年11月に東京ドームで開催されたアジアシリーズにて初来日を果たす。これは、同大会に台湾代表で参加した統一ライオンズが2008年2月に「統一7-ELEVENライオンズ」に改称したのを機に、ライオンズのマスコットキャラクターにも起用されたため。この頃から統一企業グループのマスコットキャラクターになった。
また台湾でセブン-イレブンを展開する統一超商が2009年4月30日に中国の上海に進出したため、上海のセブン-イレブンでもマスコットキャラクターとして採用された。

## キャラクター設定
生年月日は、不明。OPENちゃんは、2005年7月11日（セブン-イレブンの日）に、宇宙から台湾のセブン-イレブンにやってきた。従って、台湾においては7月11日が誕生日。
OPEN星からやってきた宇宙犬。台湾のセブン-イレブンで王店長のお手伝いをしながら、セブン-イレブンの「OPENの精神」を学んでいた。将来の夢は、故郷のOPEN星にセブン-イレブンをOPENして、店長になること。
OPENちゃんは魔法のスティックを持っている。OPEN!と唱えて魔法のスティックを振れば、どんなものでもOPENすることができる。例えば、開かなくなった瓶の蓋でも、鍵のかかったお城の門でも、こっそり隠された秘密でも、頑に閉ざされた人の心までも、すべてをOPENして、HAPPYにしてしまう。
OPENちゃんの頭には、たてがみ状のOPENヘッドがある。このOPENヘッドは、扇のように開閉する。うれしいと丸く全開になり、悲しいと棒状に閉じる。OPENヘッドの色は、元々は白だった。宇宙から台湾のセブン-イレブンにやって来たとき、3色に変化した。このようにOPENちゃんは、自分の興味を抱いたもの、好きになったものに影響を受け、OPENヘッドの色やかたちを変化させることがある。現在はセブン-イレブンの3色カラーから、夢、愛、勇気、を表す、青、赤、緑、の 3色に変化した。
台湾の人々の心をOPENして絆を結ぶ修行の旅に出ている。
血液型O型
出生地OPEN星（時計の7時の方向に、ロケットで11日間飛んだところ）
身長スキップ1歩分
体重パイナップル2個分
チャームポイント3色のOPENヘッド。白玉くらいのモチモチはだ
好物パイナップルとおにぎり
特技何でもOPENできること
将来の夢OPEN星にセブン-イレブンをOPENして、店長になること
宝物おばあちゃんにもらったOPENスティック、しっぽの先っぽのふわふわしたところ
地球で覚えたお気に入り口笛、スキップ、日光浴
性格明るくて笑顔がキュート。好奇心が旺盛で誰とでもすぐ仲良くなってしまう。
尊敬する人王店長
好きな言葉Always OPEN!

## OPENちゃんファミリー

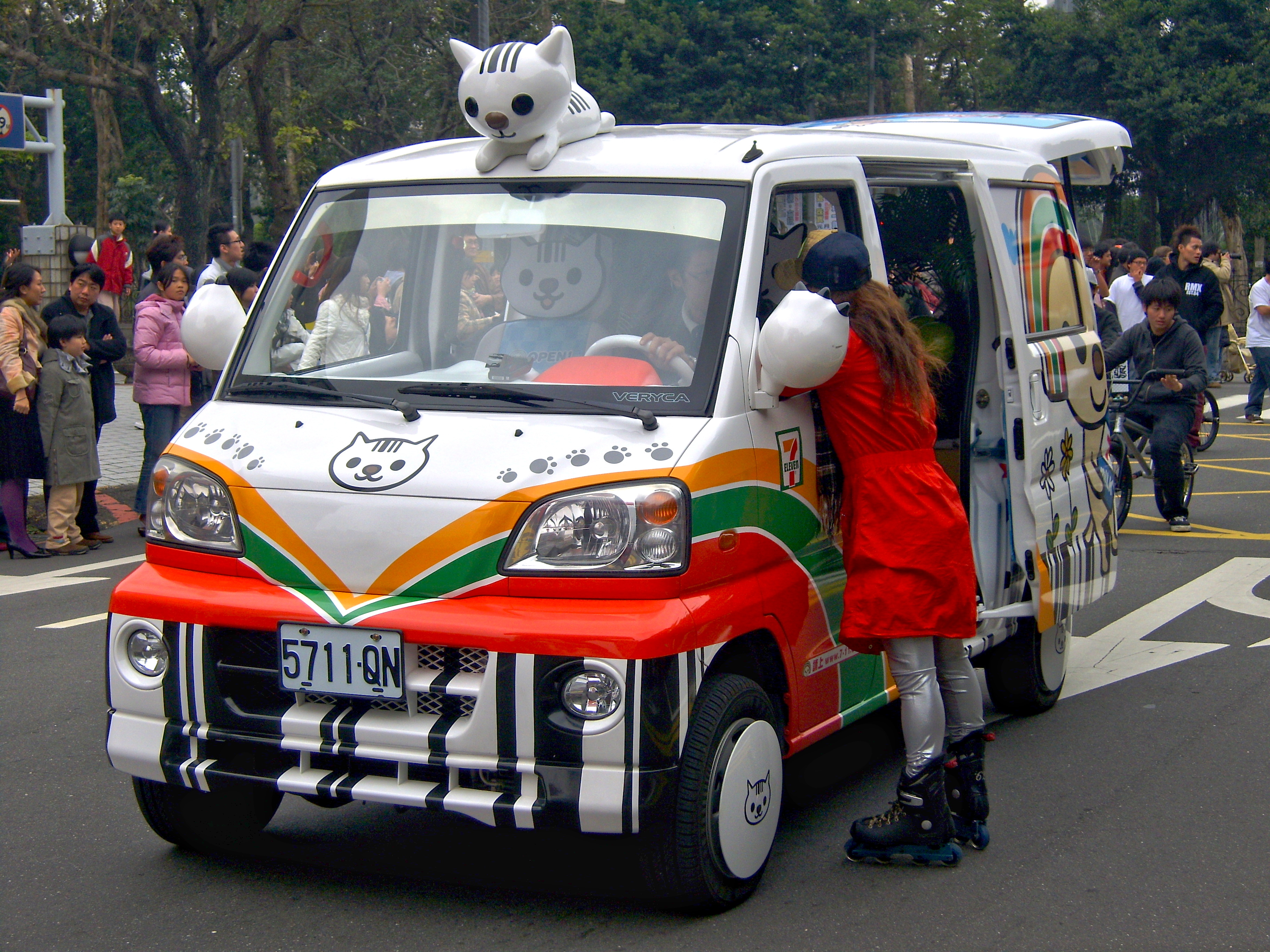
バー子の業務車両

ちくわ（小竹輪）OPENちゃんの親友。7月12日生まれのちくわ色のハムスターで、尻尾がおでんの形をしている。性別、オス。血液型、不明。好物は、おでんのちくわ、柿。誕生日の設定は当初、11月7日だったがLOCKちゃん登場に伴い、7月12日生まれに変更された。
モモ（小桃）お嬢様育ちのピンクコッカースパニエル。誕生日、3月3日。年齢、秘密。性別、メス。血液型、B型。好物は、桃、パイナップルワッフル。
バー子（条碼貓）セブン-イレブンのそばに住み着いている野良猫。体にバーコード柄の模様がある。性別、メス。誕生日・年齢、不明。好物、小龍包、ミルク、みかん。
王店長OPENちゃんの修行するセブン-イレブンの店長。性別、男。年齢、37歳。血液型、A型。好物、おにぎり、惣油餅。
豆花セブン-イレブンの学生アルバイト。性別、女。年齢、18歳。血液型、B型。好物、お茶、芒果。
パタポンセブン-イレブンの配送車の運転手。性別、男。年齢、22歳。血液型、AB型。好物、肉団子、お茶。
パイン医大志望の浪人生。髪型と顔がパイナップルに似ている。性別、男。年齢、20歳。血液型、O型。好物、肉まん、お弁当。
あずきメイクアップアーティストのアシスタント。性別、女。年齢、17歳。血液型、A型。好物、三明治、愛玉。
Pleaseちゃん（Please美眉）OPEN星から来たOPENちゃんの妹。ふらりと立ち寄った東京が気に入って滞在中。カフェバスの店長。血液型O型。誕生日、2月14日。身長、マグカップ5つ分。体重、角砂糖100個とコーヒークリーム大さじ3杯。チャームポイント、OPENフラワーで作った花びらリボン。好物、マカロン、マフィン。特技、変身（PLEASEスティックで人間の女の子に変身）。将来の夢、アイドル。宝物、何にでも変身できる宇宙船プリプリ号、兄からもらったマグカップ。性格、好奇心旺盛、いつもかわいいものを求め街を探索。コスプレ、スイーツ、アイドル好き。魔法の言葉、「ト・キ・メ・キ プリーズ☆」
LOCKちゃん（LOCK小醤）LOCK小將という名前で登場したが、OPENちゃんと同じ小將では個性がないので、自らLOCK小醤に改名。ロック星からやってきた宇宙犬。血液型、たぶんB型。出生地、ロック星（OPEN星の裏にある）。誕生日、11月7日。身長、後ずさり2歩分。体重、バナナ2房分。チャームポイント、クロスしたロックヘッドと角度がちょうどいいつり目。好物、小籠包。特技、何でもロックできること。将来の夢、ロックスター。宝物、エレキギター。地球で覚えたお気に入り、岩の上で黄昏れることと秘密の日記を書くこと。性格、人見知りでネガティブ思考。人に心を打ち明けない。シャイだけど、強がりな性格。尊敬する人、なし（あえていうなら自分）。好きな言葉、LOCK&ロックンロール！
ちまき （小肉粽）負けず嫌いのおてんば娘。5月5日生まれのハムスターで、尻尾がちまきの形をしている。ひもがほどけて干涸びていたところを、LOCKちゃんに助けられて以来、LOCKちゃんの唯一の友だちになる。性別、メス。血液型、不明。好物は、ちまき。
Secretちゃん（Secret酷苺）LOCK星からやってきた、LOCKちゃんの妹。特技は、SECRETの魔法で変身できること。お気に入りは、誰かを驚かせること！(いつもこっそり極秘で計画を練る。)OPENちゃんの妹のPleaseちゃんにだけは、絶対負けたくないと思っている。台詞の語尾が...だし！となるのが特徴。誕生日は3月14日。(ホワイトデー) チャームポイントは切れ長の瞳と、パープルクロスのヘアピン＆リボン。左利きみたい 。魔法の言葉は、「ココロ、Secret！」。

## スピンオフ

### プリーズ通信
妹のプリーズちゃん（本作での表記）を中心とした、一葵さやかによるコミカライズ『ときめき プリーズ通信』が2012年からエンターブレインの「ファミ通.com」内のウェブコミック配信サイト『ファミ通コミッククリア』で配信されている。日本語と中国語とバイリンガルで掲載。

### Please&Secret
Pleaseちゃん（声: Pile）とSecretちゃん（声: AINA）のユニット「Please&Secret」が、日本で活動している。
デビューシングル「O.P.E.N FANTASY」が、2013年7月10日レコチョクから先行配信、9月18日日本コロムビアからCD発売された。

### 公式facebook
- https://www.facebook.com/OPENOPENCHAN
- https://www.facebook.com/Ple.Ple.Pleasechan?sk=wall
- https://www.facebook.com/Secretchan
- https://www.facebook.com/pages/Openchanandfriendsofficialprofile/139983129472152
- https://www.facebook.com/pages/Openchanofficialprofile/394810180560997
- https://www.facebook.com/pages/Lockchanofficialprofile/304921882928797
- https://www.facebook.com/pages/Pleasechanofficialprofile/151699911628881
- https://www.facebook.com/pages/Chikuwaofficialprofile/210867962367211
- https://www.facebook.com/pages/Momoofficialprofile/416278415071168
- https://www.facebook.com/pages/Baakoofficialprofile/340484526025089
- https://www.facebook.com/pages/Chimakiofficialprofile/181138415348271
- https://www.facebook.com/pages/Secretchanofficialprofile/372428759480441